# Broken China
Broken China är det andra soloalbumet i ordningen av Pink Floyd-keyboardisten Richard Wright. Det gavs ut 1996.
Låtarna "Reaching for the Rail" och "Breakthrough" sjungs av Sinéad O'Connor.

## Låtlista
1. "Breaking Water" - 2:28
2. "Night of a Thousand Furry Toys" - 4:23
3. "Hidden Fear" - 3:28
4. "Runaway" - 4:01
5. "Unfair Ground" - 2:22
6. "Satellite" - 4:07
7. "Woman of Custom" - 3:45
8. "Interlude" - 1:16
9. "Black Cloud" - 3:20
10. "Far From the Harbour Wall" - 6:09
11. "Drowning" - 1:38
12. "Reaching for the Rail" - 6:31
13. "Blue Room in Venice" - 2:48
14. "Sweet July" - 4:13
15. "Along the Shoreline" - 4:36
16. "Breakthrough" - 4:20